# Foule sentimentale

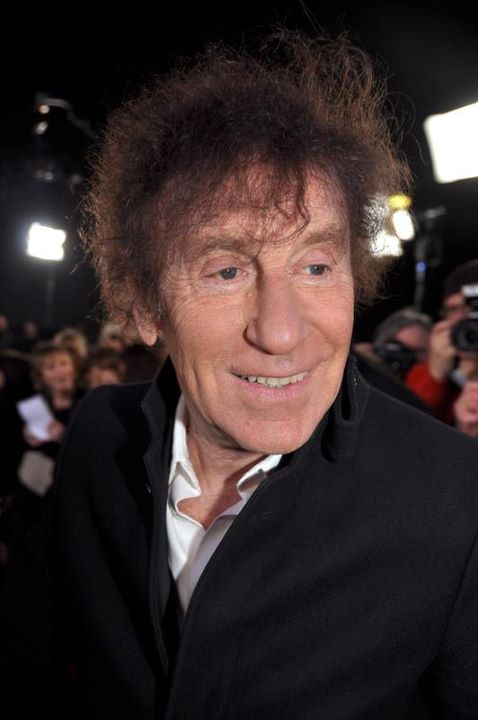
Alain Souchon.

«Foule sentimentale» (muchedumbre sentimental) es una canción francesa de 1993, compuesta e interpretada por Alain Souchon. 
Obtuvo el premio Victoires de la musique en 1994 y, en 2005, el premio especial «Victoire des Victoires» a la mejor canción original de los últimos 20 años.